# Lijst van persfotografen
Dit is een lijst van persfotografen of fotojournalisten over wie een artikel op Wikipedia bestaat.

## A
- Hans Aarsman
- Eve Arnold

## B
- Hijn Bijnen
- Carel Blazer
- Larry Burrows

## C

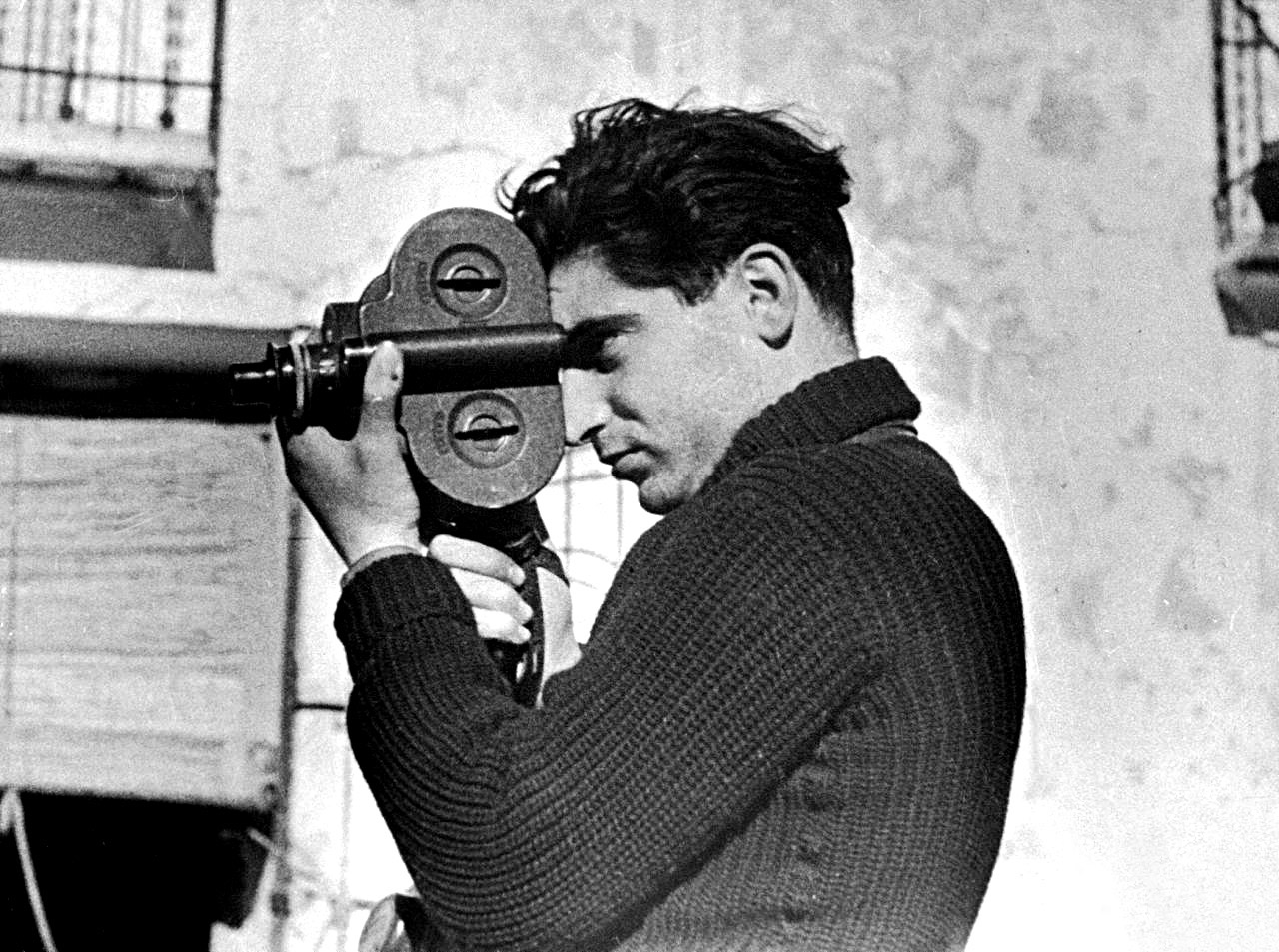
Robert Capa

- Robert Capa

## D

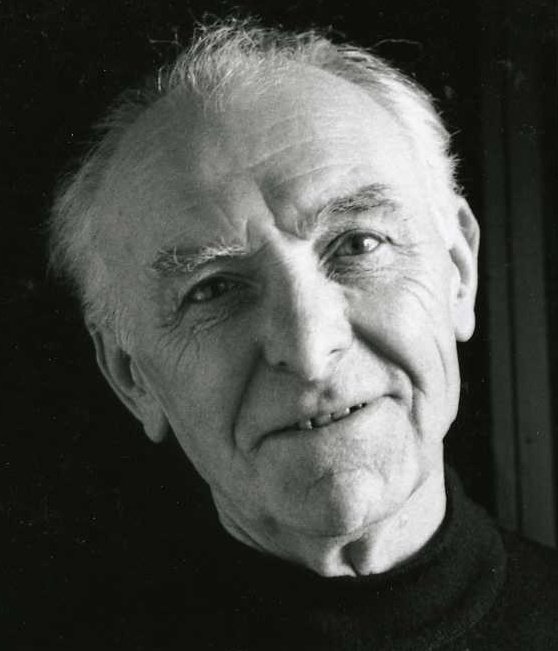
Robert Doisneau

- Nilüfer Demir
- Patrick De Spiegelaere
- William Diehl
- Willem Diepraam
- Robert Doisneau

## E
- Alfred Eisenstaedt
- Sake Elzinga
- Hubert van Es

## F
- Marc Fasol

## G
- Chas Gerretsen

## H
- Bert Haanstra
- Gijsbert Hanekroot
- Fatima Hassouna
- Johnny Harsch
- Michiel Hendryckx
- Kees Hofker
- Henri Huet

## J
- Francisco van Jole

## L
- Kadir van Lohuizen

## M

Ben van Meerendonk

- Steve McCurry
- Philip Mechanicus
- Ben van Meerendonk
- Vincent Mentzel
- Zoriah Miller
- Boniface Mwangi
- Marcel Molle

## N

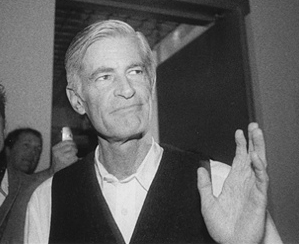
James Nachtwey

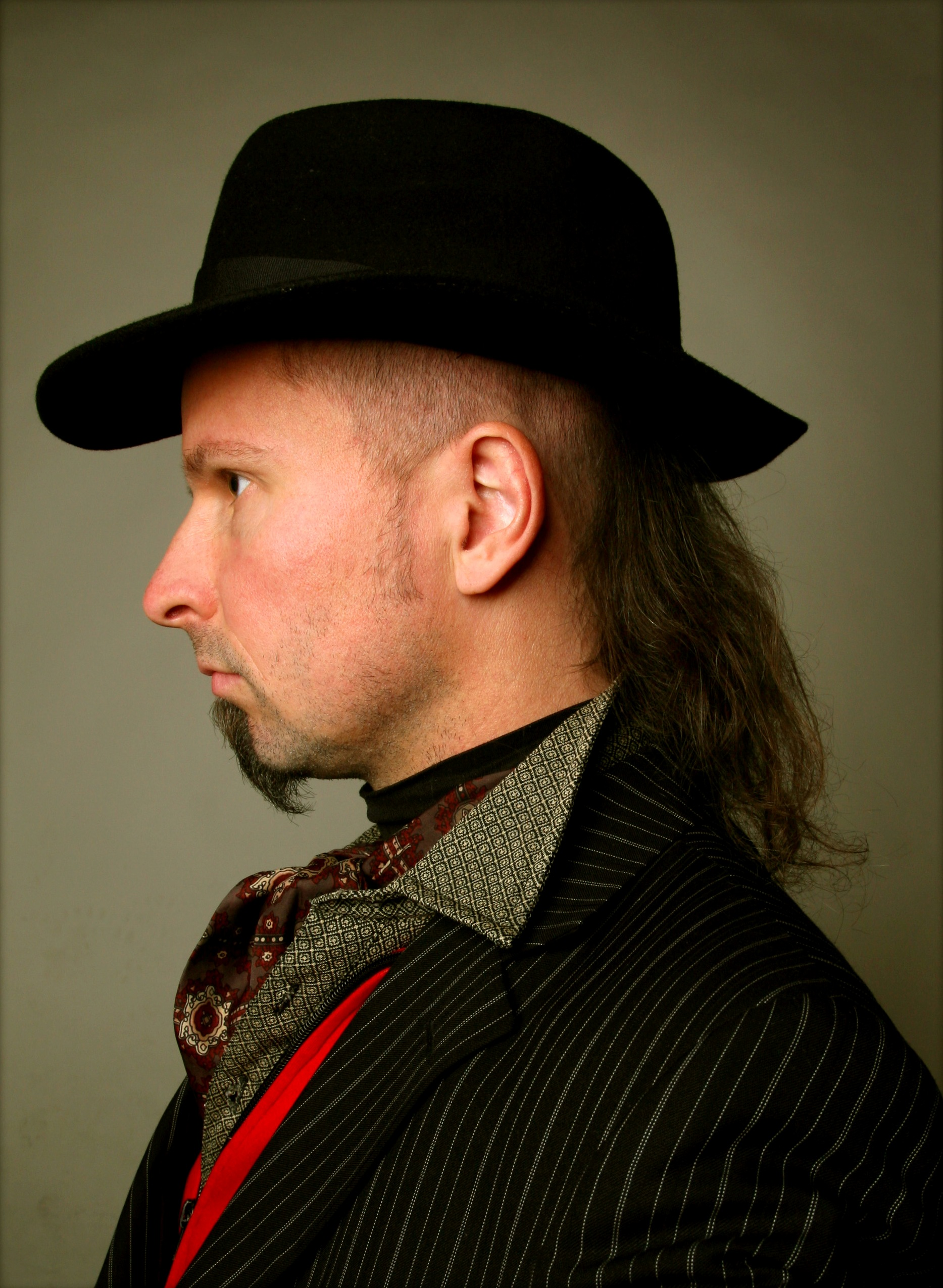
Filip Naudts

- James Nachtwey
- Filip Naudts
- Helmut Newton

## O
- Cas Oorthuys

## P
- Dith Pran
- Sem Presser

## R
- Wiel van der Randen
- Joe Rosenthal
- Raymond Rutting

## S
- Thomas Schlijper
- Herman Selleslags
- Edwin Smulders
- Jacques Stevens

## T
- Filip Tas
- Newsha Tavakolian

## V
- Paul Van den Abeele
- Stephan Vanfleteren
- Germaine Van Parys
- Teun Voeten
- Erik de Vries
- Homai Vyarawalla